# 110 mètres haies aux championnats du monde d'athlétisme 2009
Navigation
Osaka 2007 Daegu 2011
L'épreuve du 110 mètres haies des championnats du monde de 2009 s'est déroulée les 19 et 20 août 2009 dans le Stade olympique de Berlin. Elle est remportée par le Barbadien Ryan Brathwaite.

## Critères de qualification
Pour se qualifier (minima A), il faut avoir réalisé moins de 13 s 55 du 1er janvier 2008 au 3 août 2009. Le minima B est de 13 s 62.

## Résultats

### Finale
| Rang               | Athlète           | Pays        | Temps        |
| ------------------ | ----------------- | ----------- | ------------ |
| Médaille d'or      | Ryan Brathwaite   | Barbade     | 13 s 14 (NR) |
| Médaille d'argent  | Terrence Trammell | États-Unis  | 13 s 15      |
| Médaille de bronze | David Payne       | États-Unis  | 13 s 15      |
| 4                  | William Sharman   | Royaume-Uni | 13 s 30 (PB) |
| 5                  | Maurice Wignall   | Jamaïque    | 13 s 31 (SB) |
| 6                  | Petr Svoboda      | Tchéquie    | 13 s 38      |
| 7                  | Dwight Thomas     | Jamaïque    | 13 s 56      |
| 8                  | Ji Wei            | Chine       | 13 s 57      |

### Demi-finales
| Rang | Athlète            | Pays       | Temps          |
| ---- | ------------------ | ---------- | -------------- |
| 1    | Terrence Trammell  | États-Unis | 13 s 24 Q      |
| 2    | Petr Svoboda       | Tchéquie   | 13 s 33 Q (SB) |
| 3    | Ji Wei             | Chine      | 13 s 41 q (SB) |
| 4    | Artur Noga         | Pologne    | 13 s 43        |
| 5    | Paulo Villar       | Colombie   | 13 s 44        |
| 6    | Stanislavs Olijars | Lettonie   | 13 s 50        |
| 7    | Jackson Quiñónez   | Espagne    | 13 s 54        |
| 8    | Dayron Capetillo   | Cuba       | 13 s 55        |

| Rang | Athlète         | Pays        | Temps          |
| ---- | --------------- | ----------- | -------------- |
| 1    | Ryan Brathwaite | Barbade     | 13 s 18 Q (NR) |
| 2    | David Payne     | États-Unis  | 13 s 24 Q      |
| 3    | Dwight Thomas   | Jamaïque    | 13 s 37 q      |
| 4    | Shi Dongpeng    | Chine       | 13 s 42 (SB)   |
| 5    | Gregory Sedoc   | Pays-Bas    | 13 s 45        |
| 6    | Maksim Lynsha   | Biélorussie | 13 s 46 (PB)   |
| 7    | Dimitri Bascou  | France      | 13 s 49 (PB)   |
| 8    | Alexander John  | Allemagne   | 13 s 64        |

| Rang | Athlète         | Pays        | Temps          |
| ---- | --------------- | ----------- | -------------- |
| 1    | William Sharman | Royaume-Uni | 13 s 38 Q (PB) |
| 2    | Maurice Wignall | Jamaïque    | 13 s 43 Q (SB) |
| 3    | Dániel Kiss     | Hongrie     | 13 s 45        |
| 4    | Shamar Sands    | Bahamas     | 13 s 47        |
| 5    | Garfield Darien | France      | 13 s 57        |
| 6    | Evgeniy Borisov | Russie      | 13 s 63        |
| 7    | Helge Schwarzer | Allemagne   | 13 s 72        |
|      | Dayron Robles   | Cuba        | DNF            |

### Séries
| Rang | Athlète                      | Temps        |
| ---- | ---------------------------- | ------------ |
| 1    | Shi Dongpeng                 | 13 s 56 Q    |
| 2    | Dwight Thomas                | 13 s 57 Q    |
| 3    | Jackson Quiñónez             | 13 s 63 Q    |
| 4    | Lehann Fourie                | 13 s 67      |
| 5    | Andrew Turner                | 13 s 73      |
| 6    | Lee Jung-joon                | 13 s 83 (SB) |
| 7    | Tasuku Tanonaka              | 13 s 84      |
| 8    | Joseph-Berlioz Randriamihaja | DNF          |

| Rang | Athlète            | Temps     |
| ---- | ------------------ | --------- |
| 1    | Maurice Wignall    | 13 s 62 Q |
| 2    | Helge Schwarzer    | 13 s 66 Q |
| 3    | Dayron Robles      | 13 s 67 Q |
| 4    | Cédric Lavanne     | 13 s 72   |
| 5    | Felipe Vivancos    | 13 s 72   |
| 6    | Damien Broothaerts | 14 s 15   |
| 7    | Jing Yin           | DNS       |

| Rang | Athlète         | Temps        |
| ---- | --------------- | ------------ |
| 1    | Petr Svoboda    | 13 s 56 Q    |
| 2    | Garfield Darien | 13 s 56 Q    |
| 3    | Artur Noga      | 13 s 56 Q    |
| 4    | Aries Merritt   | 13 s 70      |
| 5    | Serhiy Demydyuk | 13 s 71 (SB) |
| 6    | Adrien Deghelt  | 13 s 78      |
| 7    | Gianni Frankis  | 13 s 83      |
| 8    | Toriki Urarii   | 15 s 01 (SB) |

| Rang | Athlète            | Temps     |
| ---- | ------------------ | --------- |
| 1    | Ryan Brathwaite    | 13 s 35 Q |
| 2    | Alexander John     | 13 s 41 Q |
| 3    | William Sharman    | 13 s 52 Q |
| 4    | Stanislavs Olijars | 13 s 59 q |
| 5    | Maksim Lynsha      | 13 s 61 q |
| 6    | Evgeniy Borisov    | 13 s 63 q |
| 7    | Park Tae-kyong     | 13 s 93   |
| 8    | Ahmad Hazer        | 14 s 74   |

| Rang | Athlète                | Temps     |
| ---- | ---------------------- | --------- |
| 1    | Ji Wei                 | 13 s 51 Q |
| 2    | Terrence Trammell      | 13 s 51 Q |
| 3    | Gregory Sedoc          | 13 s 54 Q |
| 4    | Dimitri Bascou         | 13 s 55 q |
| 5    | Shamar Sands           | 13 s 57 q |
| 6    | Selim Nurudeen         | 13 s 68   |
| 7    | Héctor Cotto           | 13 s 81   |
| 8    | Rayzam Shah Wan Sofian | 14 s 06   |

| Rang | Athlète                  | Temps          |
| ---- | ------------------------ | -------------- |
| 1    | Dániel Kiss              | 13 s 34 Q (NR) |
| 2    | Paulo Villar             | 13 s 52 Q (SB) |
| 3    | David Payne              | 13 s 54 Q      |
| 4    | Dayron Capetillo         | 13 s 61 q      |
| 5    | Richard Phillips         | 13 s 70        |
| 6    | Matthias Bühler          | 13 s 75        |
| 7    | David Ilariani           | 13 s 86        |
| 8    | Abdul Hakeem Abdul Halim | 14 s 63 (SB)   |

## Légende
Records et Performances
- AR : Record continental (area record)
- CR : Record des championnats (championship record)
- MR : Record du meeting (meet record)
- NR : Record national (national record)
- OR : Record olympique (olympic record)
- PR : Record paralympique (paralympic record)
- PB : Record personnel (personal best)
- SB : Meilleure performance personnelle de la saison (season's best)
- WL : Meilleure performance mondiale de l'année (world leader)
- WJR : Record du monde junior (world junior record)
- WR : Record du monde (world record)

Circonstances et Conditions
- DNF : N'a pas terminé (did not finish)
- DNS : N'a pas pris le départ (did not start)
- DQ : Disqualification (disqualification)
- NM : Aucun essai valable enregistré (No Mark)
- Q : Qualifié « directement » au prochain tour (ou à la prochaine compétition), lors d'une compétition majeure, grâce au classement ou à la réalisation des minima (automatic qualifier)
- q : Qualifié au prochain tour (ou à la prochaine compétition), lors d'une compétition majeure, grâce au repêchage ou à la réalisation de l'une des meilleures performances parmi celles des « non qualifiés directement » (grâce au meilleur temps ou à la meilleure distance par exemple) (secondary qualifier)